# 日本とサウジアラビアの関係
日本とサウジアラビアの関係（アラビア語: العلاقات السعودية اليابانية、英: Japan–Saudi Arabia relations）では、日本とサウジアラビア間の二国間関係を概説する。日本とサウジアラビアは1955年6月7日に正式に国交を樹立した。

## 両国の比較
|             | サウジアラビア                     | 日本                      | 両国の差                      |
| ----------- | ---------------------------------- | ------------------------- | ----------------------------- |
| 人口        | 3481万人（2022年）                 | 1億2614万6000人（2020年） | 日本はサウジアラビアの約3.6倍 |
| 国土面積    | 214万9700平方キロメートル          | 37万7975平方キロメートル  | サウジアラビアは日本の約5.7倍 |
| 首都        | リヤド                             | 東京                      |                               |
| 最大都市    | リヤド                             | 東京都区部                |                               |
| 政体        | 君主制                             | 立憲君主制(象徴天皇制)    |                               |
| 公用語      | アラビア語                         | 日本語（事実上）          |                               |
| 国教        | イスラム教スンナ派（ワッハーブ派） | なし                      |                               |
| GDP（名目） | 7015億米ドル（2020年・推計値）     | 5兆487億米ドル（2020年）  | 日本はサウジアラビアの約7.2倍 |
| 防衛費      | 575億米ドル（2020年・推計値）      | 491億米ドル（2020年）     | サウジアラビアは日本の約1.2倍 |

## 概要

### 日本人による初めてのメッカ巡礼から第二次世界大戦の終結まで（1909 - 1945年）
日本とサウジアラビアの交流は、イスラム教の聖地であるメッカ巡礼に始まる。1909年には山岡光太郎が日本人として初めてメッカ巡礼を行い、その後1924年には田中逸平が、1935年から1939年には郡正三、鈴木剛、細川将、山下太郎、榎本桃太郎がメッカ巡礼を行っている。
日本とサウジアラビアの最初の公式な接触は1938年、サウジアラビアの駐英公使であったハーフィズ・ワフバが東京の代々木モスク（現東京ジャーミイ）の開堂式に伴い日本を訪れたことで実現した。翌1939年、駐エジプト公使の横山正幸がサウジアラビアを訪問、リヤドのアブドゥルアズィーズ・イブン・サウード初代国王に拝謁した。横山の訪問目的の一つにはサウジアラビアの石油獲得があり、商工技師の三土知芳が随行したが、すでにアメリカ合衆国と親密な関係を築いていたサウジアラビアとの交渉は不調に終わっている 。

### 日本の国際社会復帰後（1952年 - ）
1953年、日本政府は経済使節団をサウジアラビアへと派遣。1954年にはサウジアラビア国内でサンフランシスコ講和条約が批准され、翌1955年に国交が樹立した。これにより両国の関係が進展、日本が石油利権を手にする足がかりとなった。1957年には利権協定を締結、1958年にはアラビア石油が設立された。翌年には石油の試掘が開始され、翌々年となる1960年に試掘に成功した。
1960年、スルターン・ビン・アブドゥルアズィーズ交通相が日本を初訪問、1971年5月には国賓としてファイサル第三代国王が日本を初訪問した。サウジアラビアと日本の二国間関係をさらに強化するため、両国はその後も度々互いの国を定期的に訪問している。
サウジアラビア王族と日本の皇族の間の関係はその後も進展、1981年には皇太子明仁親王と皇太子妃美智子（いずれも当時）がサウジアラビアを訪問した。
昭和天皇の崩御に伴い1989年2月に行われた大喪の礼、及び1990年11月に行われた明仁天皇即位の礼には国王名代としてナウワーフ・ビン・アブドゥルアズィーズ・アール＝サウード王子が出席、1994年11月には皇太子徳仁親王・皇太子妃雅子（いずれも当時。令和時代の天皇・皇后）がサウジアラビアを訪問している。
1997年、当時の内閣総理大臣橋本龍太郎がサウジアラビアを訪問、ファハド・ビン＝アブドゥルアズィーズ第5代国王と会談を行った。
1998年には、4月にリヤード州知事であるサルマーン・ビン・アブドゥルアズィーズ・アール＝サウード王子（後の第7代国王）の来日に続いて、10月にはアブドゥッラー・ビン・アブドゥルアズィーズ皇太子（後の第6代国王）が日本を訪問、当時の内閣総理大臣小渕恵三と会談を行い、人材育成、教育、環境、文化・スポーツ、医療などの分野で協力を行う「21世紀に向けた日・サウジ協力共同声明」に署名した。
2001年、日本の外務大臣河野洋平が3つの分野でサウジアラビアとイニシアティヴ（通称 : 河野イニシアティヴ）を結ぶことを表明した。3つの分野とはイスラム文明世界との対話促進、水資源開発、幅広い政治対話の促進である。
2003年5月には小泉純一郎内閣総理大臣（当時）がサウジアラビアを訪問、日本とサウジアラビアにエジプトを加えた3カ国で相互対話を行う「日アラブ対話フォーラム」 (The Japan Arab Dialogue Forum) が設立され、3カ国間で定期的に会合を行っている。
2011年3月に起きた東日本大震災の際には、サウジアラビア政府より国営の石油会社であるサウジアラムコを通じて2千万ドル相当の液化石油ガス（LPG）が提供された。
2013年4月には安倍晋三内閣総理大臣がサウジアラビアを訪問、サルマーン皇太子（後の第7代国王）及びアブドゥッラー国王との会談の後「日本とサウジアラビアとの間の包括的パートナーシップの強化に関する共同声明」を発表、その後中東政策演説を行った。
2016年9月1日、安倍首相が来日したムハンマド・ビン・サルマーン副皇太子（後の皇太子。第7代国王サルマーンの息子）と会談を行った。同年4月にサウジアラビアで閣議決定されたばかりの経済改革計画「ビジョン2030」を踏まえて、これを日本の成長戦略と連動させて両国の経済成長へと繋げるべく閣僚級の「日・サウジ・ビジョン2030共同グループ」を立ち上げて具体的な協力ついて議論することで意見を一致させた。

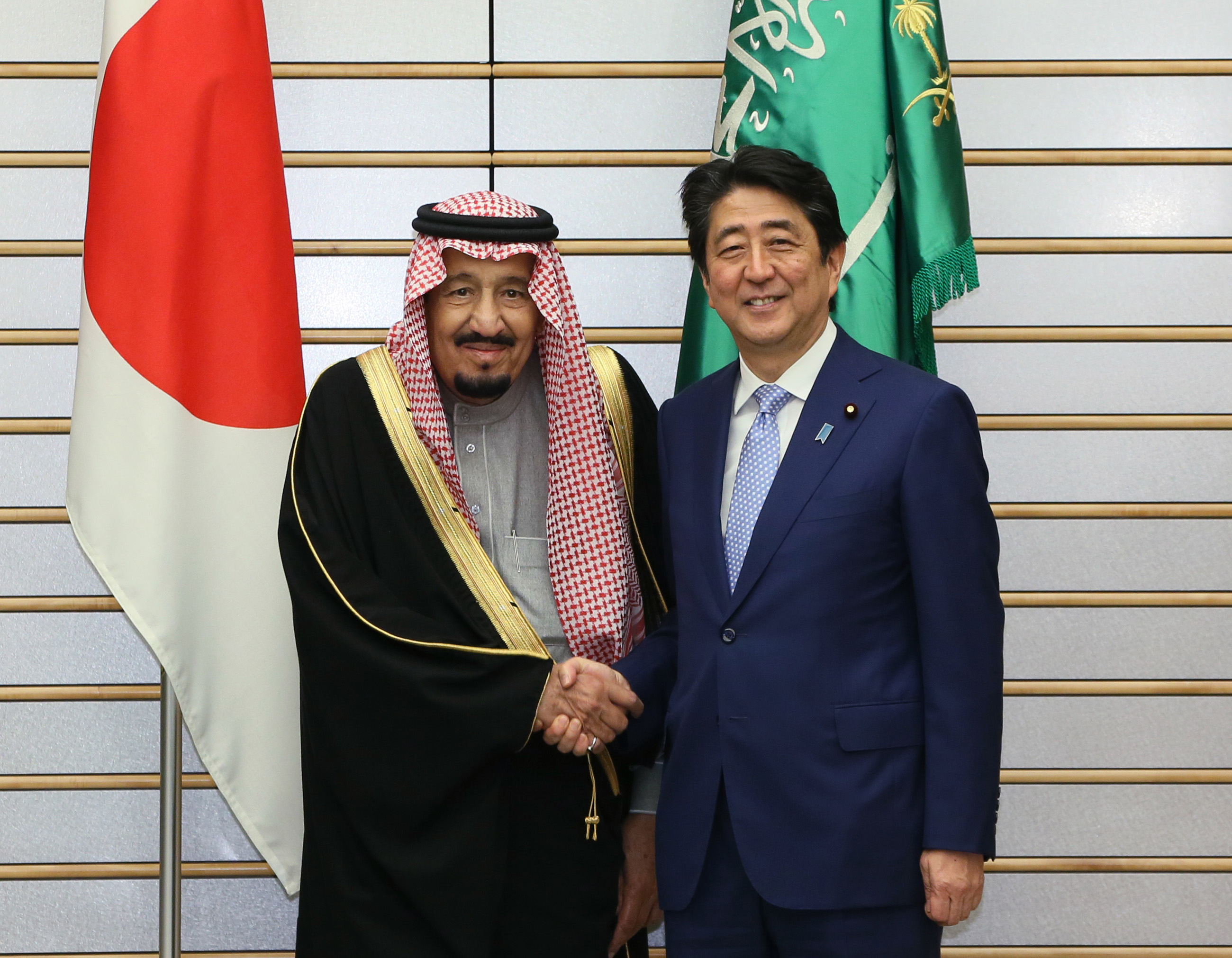
2017年3月13日、首相官邸にて会談を行う安倍晋三総理大臣とサウジアラビアのサルマーン国王

2017年3月12日、サルマーン国王が羽田空港着の特別機で来日し、サウジアラビア国王の訪日としては約30歳年長の兄ファイサル国王による1971年の訪日以来、実に46年ぶりの来日となった。
2019年6月に開催されたG20大阪サミットに出席するため、ムハンマド皇太子が再来日した（サルマーン国王の代理で出席）。

## 貿易
日本とサウジアラビア間のこのような特別な関係は二国間貿易にも影響を及ぼしており、日本はサウジアラビアにとってアメリカ合衆国に次ぐ世界第二位の輸出相手国となっている。また、日本はサウジアラビアから原油の総輸入量の約40％を調達しており、サウジアラビアは日本にとって最大の原油供給国となっている。
対サウジアラビアの貿易輸出入額は2020年時点で以下のようになっている。日本への主要輸出品目は鉱物性燃料（原油）が95.9％を占め、その他石油化学製品など。日本からの主要輸出品目は自動車を中心とする輸送用機器（62.1％）のほか電気機械機器などである。
- 対サウジアラビア輸出額: 42億2,900万ドル[3]（約4,526億円[21]） (2020年)
- 対サウジアラビア輸入額: 183億8,300万ドル[3]（約1兆9,696億円[21]） (2020年)

日本とサウジアラビアの両国は1975年に経済技術協力協定を締結している。この中には両国の合意内容の履行を監視するためのサウジアラビア・日本共同委員会の設立も含まれている。また、2009年には航空協定が、2011年には租税条約が締結されている。その後も、「日・サウジ・ビジョン2030」（2017年3月13日合意）、「日・サウジ・ビジョン2.0（2019年6月18日合意）と緊密な経済協力関係を結んでいる。

## 文化交流

### 交流イベント
1999年に「日・サウジアラビア青年交流計画」が開始され、日本とサウジアラビア両国の青年団が毎年相互に訪問を行っている。
2005年には日本とサウジアラビアの国交樹立50周年を記念して、高等教育セミナーや生け花デモンストレーション、空手専門家派遣など様々な記念事業が行われた。
2011年4月、日本はサウジアラビアの国民祭典であるジャナドリヤ祭に唯一の主賓国として招待され日本館を出店、日本館には30万人以上が訪れた。

### スポーツ
サウジアラビアでは空手や柔道などの日本武道への関心が高く、全国大会も開催されている。2012年5月3日、空手の「日本大使杯」が在サウジアラビア日本国大使館とサウジアラビア空手連盟の協賛により開催された。優勝者と入賞者には在サウジアラビア王国日本国大使館の特命全権大使である遠藤茂大使からトロフィーとメダルが授与された。多くのサウジアラビア人が参加したこの大会にはサウジアラビア空手連盟のイブラーヒーム・アブドルラフマーン副会長とフムード・ビン・サウード事務局長も同席、同大会は日本とサウジアラビア間のスポーツ交流促進に貢献した。空手の日本大使杯は毎年開催されており、2013年4月26日にも開催されている。また、2011年と2013年には国際交流基金を通して空手家の土屋秀人かサウジアラビアで空手の指導を行っている。
また、競馬分野では、富士ステークス（正式名称 : サウジアラビアロイヤルカップ富士ステークス）はサウジアラビアロイヤルカップとの統合により生まれたGIII競走であり、リヤド馬事クラブの理事長も務めるアブドゥッラー国王からの優勝杯が寄贈されている。

### テレビ番組
サウジアラビアでは、2005年9月下旬（ヒジュラ暦1426年9月の始まりに相当）から2015年7月中旬（ヒジュラ暦1436年9月の終わりに相当）までのヒジュラ暦の毎年9月、世界各地の暮らしや歴史、若者の考え方、教育などを敬虔なムスリムとしての手本にするために紹介するテレビ番組「ハワーティル」（アラビア語: خواطر, Khawāṭir / Ḫawāṭir）が放映されていた。同番組は毎年ヒジュラ暦9月の1ヶ月を区切りとしてシーズンごとに特集を組む形式であったが、ヒジュラ暦1430年9月に相当する2009年8月下旬から始まったシーズン5は1ヶ月間まるごと日本の特集であった。また、シーズン5のロゴとして、「ハワーティル（のシーズン）5」を意味するアラビア語の文字 «خواطر ٥» と並んで「改善」という文字がそのまま使われていた。そのせいか、ウェブ上などでハワーティルが改善を意味するアラビア語であるとする誤解を目にすることもあるが、ハワーティルは「思考」や「発想」などを意味するアラビア語「ハーティラ」（アラビア語: خاطرة, Khāṭirah / Ḫāṭirah）の複数形であり、改善という意味ではあり得ない。尚、同番組の後継番組として、2016年6月上旬（ヒジュラ暦1437年9月の始まりに相当）より「クムラ」（アラビア語: قُمرة, Qumrah / Qomrah）が放映されている。

## 外交使節

### 在日サウジアラビア大使
| 代 | 氏名                                                                 | 在任期間                        | 備考                                  |
| -- | -------------------------------------------------------------------- | ------------------------------- | ------------------------------------- |
| 1  | アスアド・アル＝ファキーフ                                           | 1958年                          | 特命全権大使 信任状捧呈は1月28日 初代 |
|    | ムハンマド・シャラーラ                                               | 1958年 - 1960年                 | 臨時代理大使                          |
|    | Ahmed Zaki Saleh                                                     | 1960年                          | 臨時代理大使                          |
| 2  | アフマド・アブドゥルジャッバール                                     | 1960年 - 1963年                 | 特命全権大使 信任状捧呈式は12月20日   |
|    | Abdul Muhsin Alkathiri                                               | 1961年、1962年、1963年 - 1964年 | 臨時代理大使                          |
| 3  | ナースィル・ビン・ハマド・アル＝マンクール                           | 1964年 - 1969年                 | 特命全権大使 信任状捧呈式は11月6日    |
| 4  | アウニー・ディージャーニー                                           | 1969年 - 1975年                 | 特命全権大使 信任状捧呈式は7月3日     |
| 5  | ザイン・アッ＝ダバーグ                                               | 1976年 - 1983年                 | 特命全権大使 信任状捧呈式は6月15日    |
| 6  | ファウズィー・ビン・アブドゥルマジード・シュブクシー                 | 1983年 - 1996年                 | 特命全権大使 信任状捧呈式は11月30日   |
| 7  | モハメッド・バシール・クルディ                                       | 1998年 - 2001年                 | 特命全権大使 信任状捧呈式は6月19日    |
|    | ムハンバド・アミーン・ワーリー                                       | 2001年 - 2004年                 | 臨時代理大使                          |
|    | タラール・ムハンマド・サブリー・アブドゥッサラーム                   | 2004年                          | 臨時代理大使                          |
| 8  | ファイサル・ビン・ハサン・トゥラード                                 | 2004年 - 2009年                 | 特命全権大使 信任状捧呈式は9月7日     |
| 9  | アブドゥルアズィーズ・ビン・アブドゥッサッタール・トゥルキスターニー | 2009年 - 2015年                 | 特命全権大使 信任状捧呈式は6月19日    |
|    | カーリド・モハムマド・エー・アル・ブラヒム                           | 2015年                          | 臨時代理大使                          |
|    | ファハド・マンスール・ビン・ガルマラ                                 | 2015年                          | 臨時代理大使                          |
| 10 | アフマド・ビン・ユーヌス・ビン・スライマーン・アル＝バッラーク       | 2015年 - 2018年                 | 特命全権大使 信任状捧呈式は9月7日     |
|    | モハメド・フアード・ジャスタニア                                     | 2018年 - 2019年                 | 臨時代理大使                          |
| 11 | ナーイフ・ビン・マルズーク・ビン・マーニア・アル＝ファハーディー     | 2019年 - 2023年                 | 特命全権大使 信任状捧呈式は4月5日     |
|    | アナス・サーレ・A・アルノワイセー                                    | 2024年                          | 臨時代理大使                          |
| 12 | ガーズィー・ファイサル・ビン・ザグル                                 | 2024年 -                        | 特命全権大使 信任状捧呈式は5月10日    |